# 小国線
小国線（おぐにせん）は、かつて日本国有鉄道、のちにジェイアールバス東北が運行していた自動車路線である。

## 概説
米坂線小国駅より北小国村荒沢までの延長26キロ、及び小国駅より南小国村小玉川の長者原までの延長14キロの路線である、旅客のみを取り扱っていた。

## 沿革
- 1951年（昭和26年）4月1日：小国・荒沢間及び小国・長者原間開業[1]。
- 1961年（昭和36年）6月18日：季節運行で三面まで延長[2]。
- 1967年（昭和42年）　　　　：三面方面廃止（小国～蕨峠経由～釜ノ淵左岸間）
- 1974年（昭和49年）4月4日：町原・上大滝間開業[3]。
- 1978年（昭和53年）10月1日：小国・長者原間でワンマンカー運行開始、これにより小国線全線ワンマン化[4]。
- 1979年（昭和54年）4月1日：長者原・飯豊梅花皮荘間開業[5]。
- 1980年（昭和55年）10月1日：新潟自動車営業所の廃止により小国支所が象潟自動車営業所小国支所となる[6]。
- 1984年（昭和59年）4月1日：一部路線の廃止に伴い、小国町営バスに移管[7]。
- 1987年（昭和62年）4月1日：分割民営化により東日本旅客鉄道の自動車路線となる。
- 1988年（昭和63年）4月1日：バス部門の分社化によりジェイアールバス東北の自動車路線となる。
- 1995年（平成7年）3月31日：ジェイアールバス東北による運行を廃止[8]、小国町営バスに移管[9]。
- 1996年（平成8年）4月14日：ジェイアールバス東北小国営業所を廃止[10]。

## 停車場
- 開業時[1]
  - 小国 - 二本柳 - 羽前大宮 - 針生 - 舟渡 - 羽前今市 - 栃倉 - 樋沢 - 荒沢
  - 小国 - 赤芝橋 - 玉川口 - 下新田 - 玉川新田 - 羽前玉川 - 羽前片貝 - 羽前山崎 - 玉川中里 - 泉岡 - 長者原